# Пифке
Пи́фке (нем. Piefke), сокращённо Пиф (Pief) — прозвище, которым жители Австрии и особенно Вены называют жителей части Германии, в настоящее время так называют преимущественно туристов из Германии. В самой Германии это прозвище применяется как шутливое обозначение хвастуна или воображалы.

## Употребление
Прозвище обычно касается жителей районов бывшей Пруссии к северу от Майна, особенно носителей северного, берлинского, бранденбургского и вестфальского диалектов. Эту границу называют также «Экватор белых сосисок». К жителям средней Германии, говорящим на тюрингско-верхнесаксонском диалекте, это прозвище как правило не относится. От этого слова имеются многочисленные производные (Piefkenese, Piefkei). Пифке определяются по северонемецкой мелодии предложения. К стереотипам, приписываемым «пифке», относят шум, грубость, бесчувственность, негибкость, кулинарная безвкусица, непонимание австрийской культуры и традиции, а также обозначение австрийской литературы как немецкой. Некоторые из этих стереотипов связаны с культурными различиями между католиками и протестантами.
Имя использовалось также немецким поэтом и художником Вильгельмом Бушем в детской книжке «Плих и Плюх» для обозначения «глупого англичанина».

## Происхождение
Предположительно фамилия «Пифке» имеет славянские корни, как уменьшительное от «пиво».
Наиболее распространена теория Иоахима Шнайдера, по которой прозвище произошло от фамилии прусского композитора Иоганна Готфрида Пифке, прославившегося созданием военных маршей.
31 июля 1866 года после победы Пруссии в прусско-австрийской войне Пифке организовывал большой военный парад около Вены по поручению короля Вильгельма I. Пифке и его брат Рудольф, дирижировавшие музыкальным корпусом, обладавшие высоким ростом, вошли в город во главе парада 50-тысячной прусской армии. Отсюда пошло выражение «Пифки пришли» (Die Piefke’s kommen), бытовавшее среди венцев, воспитанных в духе традиций изысканной классической музыки. Противники этой версии подвергают её сомнениям, требуя серьёзных документов и письменных доказательств.
По теории Петера Веле прозвище связано с маршем Пифке, написанном на взятие Дюббеля в прусско-датской войне 1864.

## Употребление в современной культуре
В последнее время термин «Пифке» вошёл в литературу, к нему нередко относятся с юмором, термин включён в путеводители по Австрии. Феликс Миттерер написал книгу «Сага о Пифке», на основании которой по австрийскому, а потом и по немецкому телевидению делалась серия передач. Книга вызвала острые дискуссии по поводу немецкого туризма в Альпах.